# Israel Zeehandelaar
Israel Zeehandelaar (Assen, 1878 - Amsterdam, 1932) was zenuwarts en publicist.

## Biografie
Dr. I. Zeehandelaar was van 1906 tot 1927 verbonden aan de Gemeentelijke Geneeskundige en Gezondheidsdienst van Amsterdam, nadat hij eerder als tijdelijk Officier van Gezondheid en schoolarts had gediend. Hij heeft op uiteenlopende terreinen onderzoek gedaan. Naast suikerziekte had vooral hersenonderzoek zijn belangstelling, en hij promoveerde in 1920 aan de Gemeente Universiteit op een neurologisch onderwerp tot doctor in de geneeskunde. Gespecialiseerd tot zenuwarts werd hij actief in de psychotherapie. Hij heeft een aantal wetenschappelijke en populaire publicaties over diverse onderwerpen verzorgd.